# История Актобе
История Актобе́ (каз. Ақтөбе қаласының тарихы) начинается с 1869 года, когда на месте современного города было возведено укрепление Ак-Тюбе. Однако с древнейших времён в актюбинских степях обитали племена первобытных людей, о чём свидетельствуют надмогильные сооружения и другие останки, найденные на этой территории.

## В древнейшие времена
В VI-IV веках до нашей эры на территории современной Актюбинской области обитали савроматы (протоаорсы).
В степях возле Актобе были найдены кольцеобразные каменные ограды и курганы, которые датируются бронзовым веком. Находки, относящиеся к среднему бронзовому веку, обнаружены у реки Каргалы возле современного Актобе.
Археологические памятники, относящиеся к раннему железному веку, обнаружены в верховьях рек Хобда, Илек, Орь и Эмба. Древние племена, обитавшие на этой территории, занимались скотоводством, и были близки к племенам Северного Казахстана, но принадлежали к разным этническим группам. Примером широтной ориентировки прямоугольных и овальных могильников могут послужить захоронения Сынтас и Бесоба под Актобе.

## В составе Российской империи

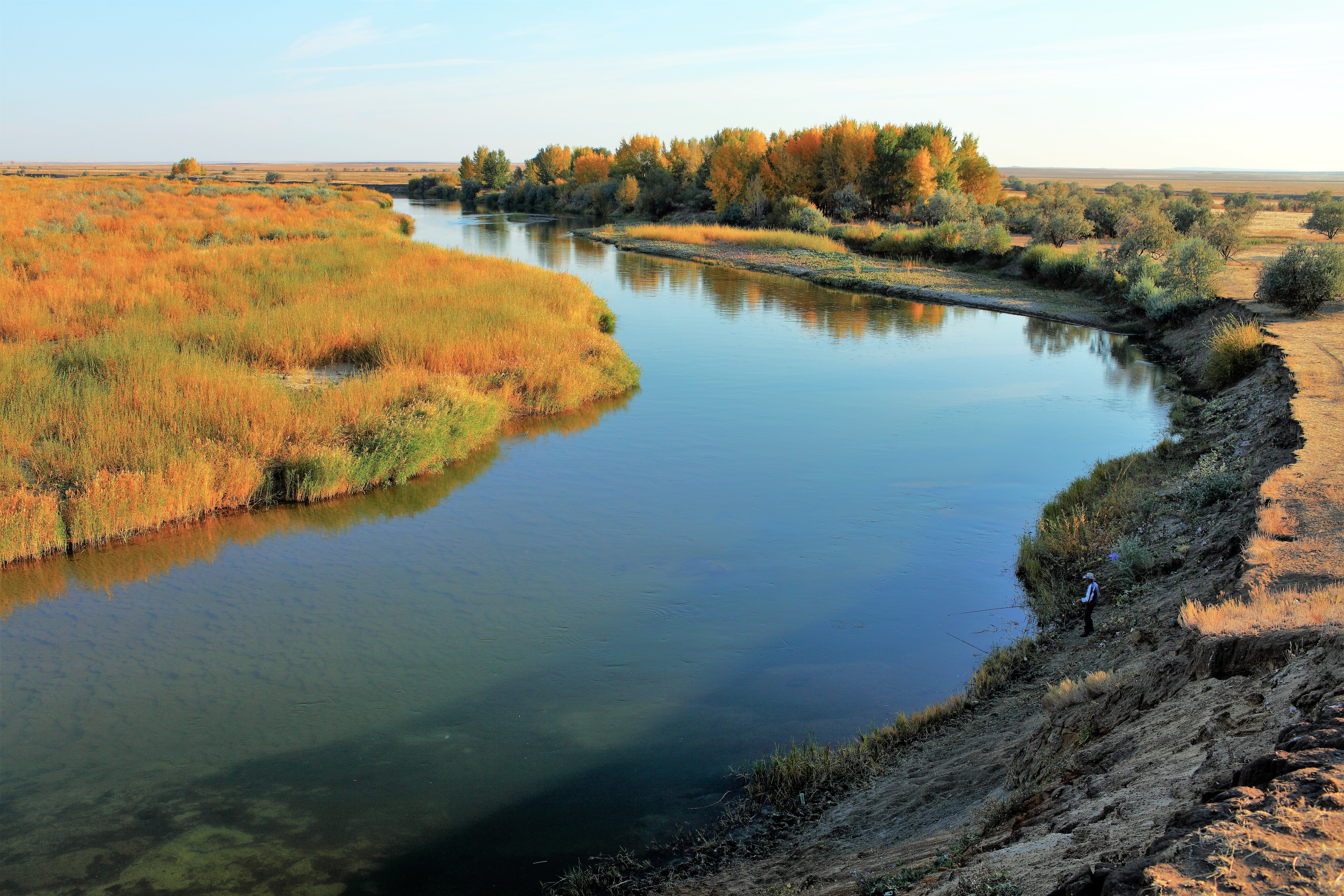
Река Илек, приток Урала

### Крепость Ак-Тюбе
«Временное Положение об управлении в степных областях Оренбургского и Западно-Сибирского генерал-губернаторств» от 11 июля 1867 года закрепило на законодательном уровне присоединение казахских территорий к Российской империи и положило начало завершающему этапу этого исторического процесса. Направление к юго-востоку Оренбурга, который был опорным пунктом в колонизации этих богатых земель, показалось русским придворным стратегам очень привлекательным.
В мае 1869 года к междуречью Илека и Хобды направился отряд из двух рот пехоты, сотни казаков и 14 орудий, которым командовал флигель-адъютант граф фон Борг. По настоянию военного губернатора края Льва Баллюзека, который был в составе отряда, 15 (28) мая (или 14 (27) мая) на двух холмах в урочище у слияния рек Илек и Каргалы заложили укрепление Ак-Тюбе (от каз. ақ — «белый» и төбе — «холм»). Были построены площадки для караула, гауптвахта, оружейное хранилище и подвалы для хранения продовольствия и боеприпасов.
Территория нынешнего Актобе контролировалась родом Арынгазиева из племени табын, которого в своих отчётах Баллюзек охарактеризовал как «неблагонадёжного». После прибытия отряда почти все местные жители откочевали на территорию Уральской области, хотя Баллюзек отмечал их «лояльность», а в числе оставшихся были лишь султаны Арынгазиевы и повстанческий отряд под командованием Айшарыка Бекбауова, который прекратил сопротивление после первого поражения от казаков.

### Возникновение города

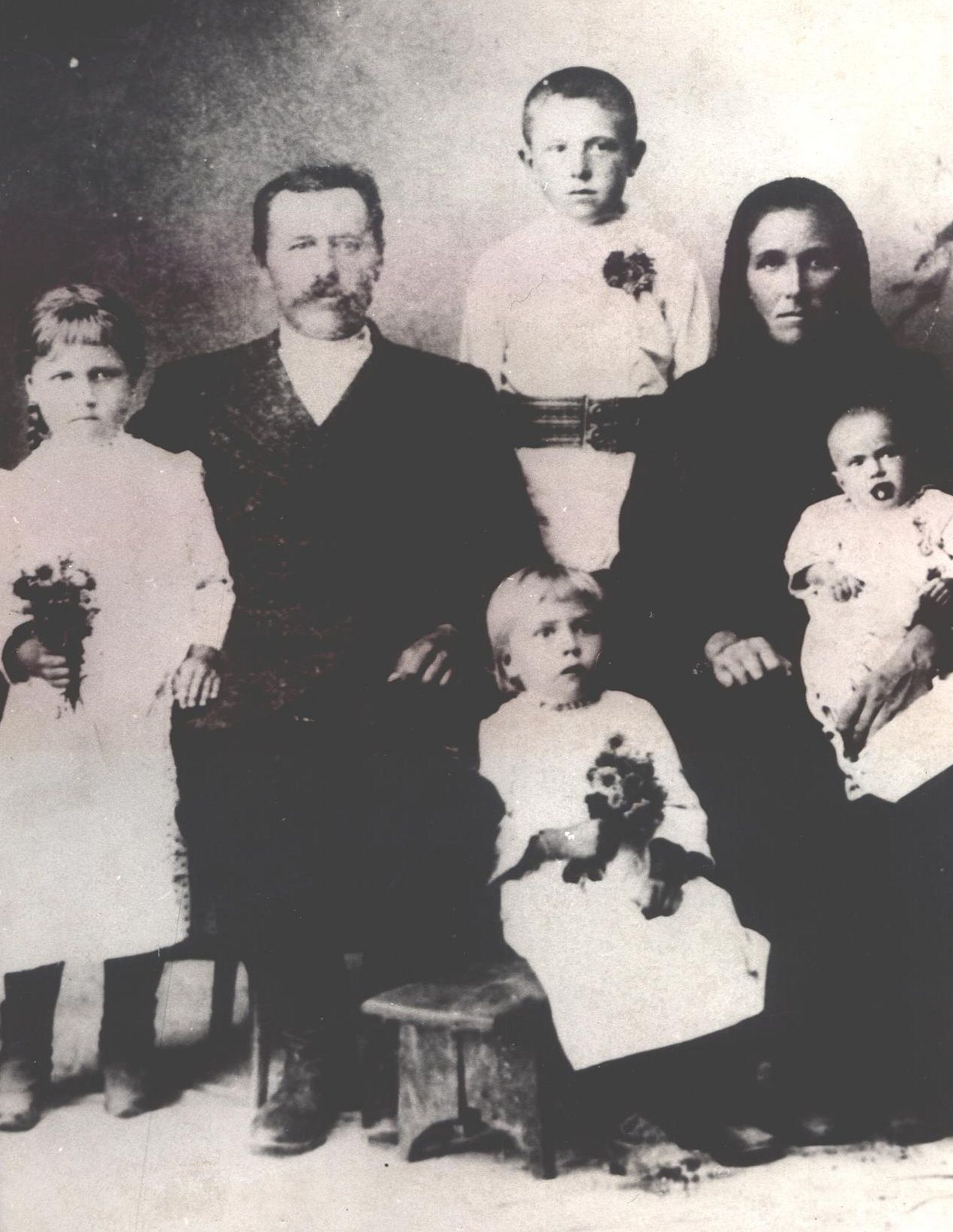
Семья одного из первых актюбинских переселенцев

К крепости Ак-Тюбе был отведён участок площадью 8900 десятин. С момента основания укрепления на его территорию стали переселяться подданые российской империи поселенцы и для этого не требовалось никаких формальностей, только разрешение местного воинского начальника.
Вопрос о формальном водворении и приписке возник в 1877—1878 годах, когда военному губернатору и уездному начальнику был подан ряд прошений и ходатайств о приписке от намеревавшихся поселиться в Ак-Тюбе и от людей, уже проживающих в селении. Такого рода прошения подали 31 семья (18 из Воронежской и 9 из Харьковской губерний), по паспортам проживавших в разных селениях и станицах Оренбургской губернии, 12 башкирских и татарских семей из Оренбургской и Уфимской губерний, 24 семьи из Воронежской губернии, 3 семьи «мещан из Благовещенска» родом из Самары, которые переселялись на Амур, но отстали от своей партии из-за недостатка средств, 25 семей башкир из Уфимской губернии, 14 семей из Саратовской губернии, ранее проживавших в Иловатке Оренбургской губернии. К ноябрю 1877 года число таких семей достигло 133 семей.
В первые десятилетия жизнь поселения была тесно связана с казахами — кочевыми скотоводами. Первый генеральный план застройки Актюбинска был разработан в 1874 году. Поселение было разделено на несколько районов: Курмыш, Татарская слобода, Оторвановка. Первыми улицами молодого поселения стали Гарнизонная, Крепостная, Оренбургская, Илецкая и Георгиевская.
С января 1881 года Ак-тюбинские поселенцы получили права сельского общества и получили возможность избирать старосту из своей среды.
Первым учебным заведением Актюбинска было двухклассное русско-казахское училище, открытое в 1884 году (сейчас кожно-венерологический диспансер). В 1896 году по инициативе Ибрая Алтынсарина открыто женское училище для казахских девушек (сейчас ресторан «Шехерезада»).
В 1886 году уездным начальником Лазаревым была введена должность полицейского, а до этого никакой полицейской стражи в городе не было. Должность второго полицейского была введена в 1891 году.

В 1878 году вышел Закон о заселении степных территорий Средней Азии. Так появились переселенцы из Центральных губерний России, Украины и т. д. Мой дед по матери, Серов, был среди таких переселенцев, прибывших с Черниговской губернии. Насколько я помню, в 1896-97 годах население города составляло где-то около 10000 человек. Это были русские, украинцы, татары, мордва. Татары селились в основном на восточном склоне холма. Занимались они в основном торговлей. Место это называлось «мещанкой» и «татарской слободкой». Украинцы и русские, в основном, занимались земледелием. Уже в моей памяти, а я родился в 1888 году, в городе работала кондитерская, колбасная, владел которой немец, хлебопекарня — турок, аптека — хозяин — еврей Лившиц. Было достаточно много частных магазинов и лавчонок. Большими магазинами владели Башкировы и Тухтины. Особенно много было кабаков. Лежать под забором зазорным не считалось. Я учился в мужской двухклассной школе. Помол зерна производился на водяных и ветряных мельницах. Первую паровую на Оторвановке запустил Каюдин. Каких-либо других предприятий в городе не было. Вокруг Актюбинска было много рыбных озёр. Самым крупным и богатым в этом отношении было Кривое озеро — остаток древнего русла Илека. Сам Илек и его приток Каргала были достаточно многоводны. О том, какой была Саздинка, можно судить хотя бы по такому факту. Когда через неё был, перекинут железнодорожный мост, то мальчишки прыгали с него в воду. Это считалось во всём городе чуть ли не верхом геройства.
— Из воспоминаний Н. П. Карпова

### В статусе уездного города
25 марта 1891 года «Положением об управлении в степных областях» поселение Ак-Тюбе, как и Кустанай, было преобразовано в уездный город Актюбинск Тургайской области Российской империи.
Рост Актюбинска не был похож на «поразительно быстрый» темп развития Кустаная, однако затем он не сменился периодом убыли и упадка, как это случилось в Кустанае. К июлю 1886 года число дворов в Актюбинске достигло 177, но в голодные 1891—1892 годы многие жители покинули город. С 1893 года население опять начало возрастать. К 1895 году в городе значилось уже 2263 жителей, из них 1041 православных и 202 магометан (мусульман). В 1896 году прибыло около 100 семей, в основном из малороссийских губерний.
Изначально из поселенцев Актюбинска предполагалось создать настоящих «мещан» — городских обывателей без земельного надела. Поэтому первым 37 семьям проживание было разрешено только после отказа от земельного надела. 14 семьям из Иловатки было объявлено, что земля им будет выделена только для усадьб, а для пашни или сенокоса земля никогда выдаваться не будет. Но в 1883 году военный губернатор Константинович поднял вопрос об обеспечении будущего поселения землёй и уже с того же 1883 года уездный начальник начал разрешать селиться в Ак-Тюбе «с правом пользования землёй».
В 1895 году актюбинцами было засеяно 1196 сороковых или 1995 казённых десятин земли (1 казённая десятина = 1,0925 га). Наблюдатели отмечали, что в 1896 году видели «расположенные по всем окраинам гумна, густо заставленными большими скирдами хлеба».
В то же время некоторые поселенцы стали покидать Актюбинск и переселяться в хутора на севере Актюбинской волости, объясняя это теснотой города, наплывом поселенцев, «малосильностью» отведённых земель и прекращением прежнего свободного захвата оных.
В 1902 году через город была проложена Ташкентская железная дорога сообщением Оренбург — Ташкент, что поспособствовало дальнейшему развитию экономики города.
Согласно Энциклопедическому словарю Брокгауза и Ефрона (1890—1907), население Актюбинска составляло 2276 жителей, которые в основном были крестьянами-земледельцами, переселенцами из Европейской части России. А по данным «Полного географического описания» 1903 года, население Актюбинска в последней четверти XIX века достигло 4311 жителей.
Увеличение количества жителей города сопровождалось уменьшением доли коренного казахского населения в данном регионе с 91,25 % в 30-е годы XIX века до 79,26 % в 1897 году.
В 1901 году был заложен фундамент первой мечети Актюбинска. В 1903 году строительство было завершено, а в 1904 году в ней был совершён первый намаз.
В 1905—1907 годах в городе неоднократно проводились народные демонстрации и стачки.
В 1910 году братьями-купцами Михиными был построен синематограф «Триумф», который в советское время был переименован в кинотеатр «Пионер». В том же году был построен мост через Илек в направлении Актюбинско-Орского тракта. В 1912 году открылась первая городская больница, была построена новая городская управа и ещё несколько административных зданий.

### Уездные начальники Актюбинского уезда
| Ф. И. О.                          | годы начальства             |
| --------------------------------- | --------------------------- |
| Плотников, Александр Николаевич   | 1870—1874                   |
| Шлиттер, Иван Иванович            | 1874—1880                   |
| Сунгуров, Пётр Иванович           | 1870—1885                   |
| Лазарев, Константин Алексеевич    | 1885—1887                   |
| Краснокутский, Николай Михайлович | 1887—1890                   |
| Сунгуров, Пётр Иванович           | февраль 1891 — ноябрь 1892  |
| Сейдалин, Султан                  | ноябрь 1892 — июль 1893     |
| Ревякин, Николай Платонович       | июль 1893 — сентябрь 1896   |
| Сухин, Николай Михайлович         | сентябрь 1896 — ноябрь 1902 |
| Богданович, Владимир Николаевич   | 1902—1907                   |
| Людвиг, Фридрих Карлович          | 1907—1910                   |
| Мощенский, Василий Иванович*      | 1909—1918                   |

* городской староста

### Список депутатов, выбранных мещанским обществом
| Ф. И. О.                                                                          | годы службы        |
| --------------------------------------------------------------------------------- | ------------------ |
| Ф. Подковыров, И. Худашев, Н. Колонтаевский, С. Зеленский, И. Перченко, Е. Каюдин | 1894—1896          |
| Ф. Подковыров, П. Бондаренко, В. Куринов, И. Михин, А. Крутских, Д. Забарин       | 1897—1899          |
| Ф. Подковыров, Е. Куринов, И. Худашев, А. Мисюрин, Л. Ермаков, М. Михин           | 1900—1902          |
| Д. Удовенко, А. Иванов, В. Куринов, Г. Михайлов, Я. Стыценко, Н. Поролло          | 1903—1905          |
| П. Рудыченко, Д. Новиков, В. Мисюрин, П. Бондаренко, И. Худашев                   | 1906 — 1 июля 1909 |

### Список мещанских старост
| Ф. И. О.             | годы службы        |
| -------------------- | ------------------ |
| Штана А.             | 1894               |
| Глухов В.            | 1895—1900          |
| Ткачёв П.            | 1900—1901          |
| Поролло Т.           | 1902               |
| Алексеев В.          | 1902—1907          |
| Мощенский В.         | 1908 — 1 июля 1909 |
| Должность упразднена | 1 июля 1909        |

## В годы гражданской войны

Карта, на которой показано расположение армий красных и белых, в том числе и Южной армии белых, занимавшая Актюбинск

В годы Гражданской войны 1918—1919 годов Актюбинск стал центром революционных сил Тургайского края, действовавших против Оренбургской казачьей армии генерала Дутова. 8 (21) января 1918 года в городе была установлена Советская власть. В апреле рабочие города сформировали отряды для борьбы с казаками, а в июле в город подоспели части Туркестанской армии РККА. В феврале-марте 1919 года красные сдерживали натиск Дутова, но после боёв 17—18 апреля они были вынуждены сначала отойти к станции Кандагач, а затем к Аральскому морю.
Вскоре ситуация на фронте изменилась в пользу красных. Атака армии Восточного фронта РККА на Актюбинск, который стал временной главной базой для отступавшей Южной Армии, началась 1 сентября 1919 года со стороны посёлка Всесвятского (юго-запад города) и была совершенно неожиданной; по городу открыли артиллерийский огонь, а над ним летал аэроплан большевиков и сбрасывал бомбы. В городе началась страшная паника, большинство жителей стало спешно покидать Актюбинск в юго-западном направлении, но подоспевшая конница красных отрезала часть отступавших. Ни о каком сопротивлении со стороны разбежавшихся частей не могло быть и речи.
Отступавшая толпа сначала отправилась в сторону посёлка Темирейского в 30 вёрстах от Актюбинска, затем, утром 2 сентября, двинулась в сторону посёлка Романовского. После этого населённого пункта отступать было некуда — за ним лежала одна сплошная степь, где трудно было достать продовольствие и фураж. В ночь с 5 на 6 сентября компактные части казаков и солдат выехали из Романовского для того, чтобы, пройдя Тургайскую степь, присоединиться к Сибирской Армии. Среди оставшихся солдат начались беспорядки. Южная Армия была отрезана от своих тылов, и большая часть её личного состава сдалась в плен.
3 октября 1919 года Северо-Восточный (бывш. Актюбинский) фронт был упразднен, а основная масса его войск влилась в состав 1-й армии.

## Город в советское время
Ранняя советская архитектура Актюбинска (преимущественно сталинки)

### В довоенное время

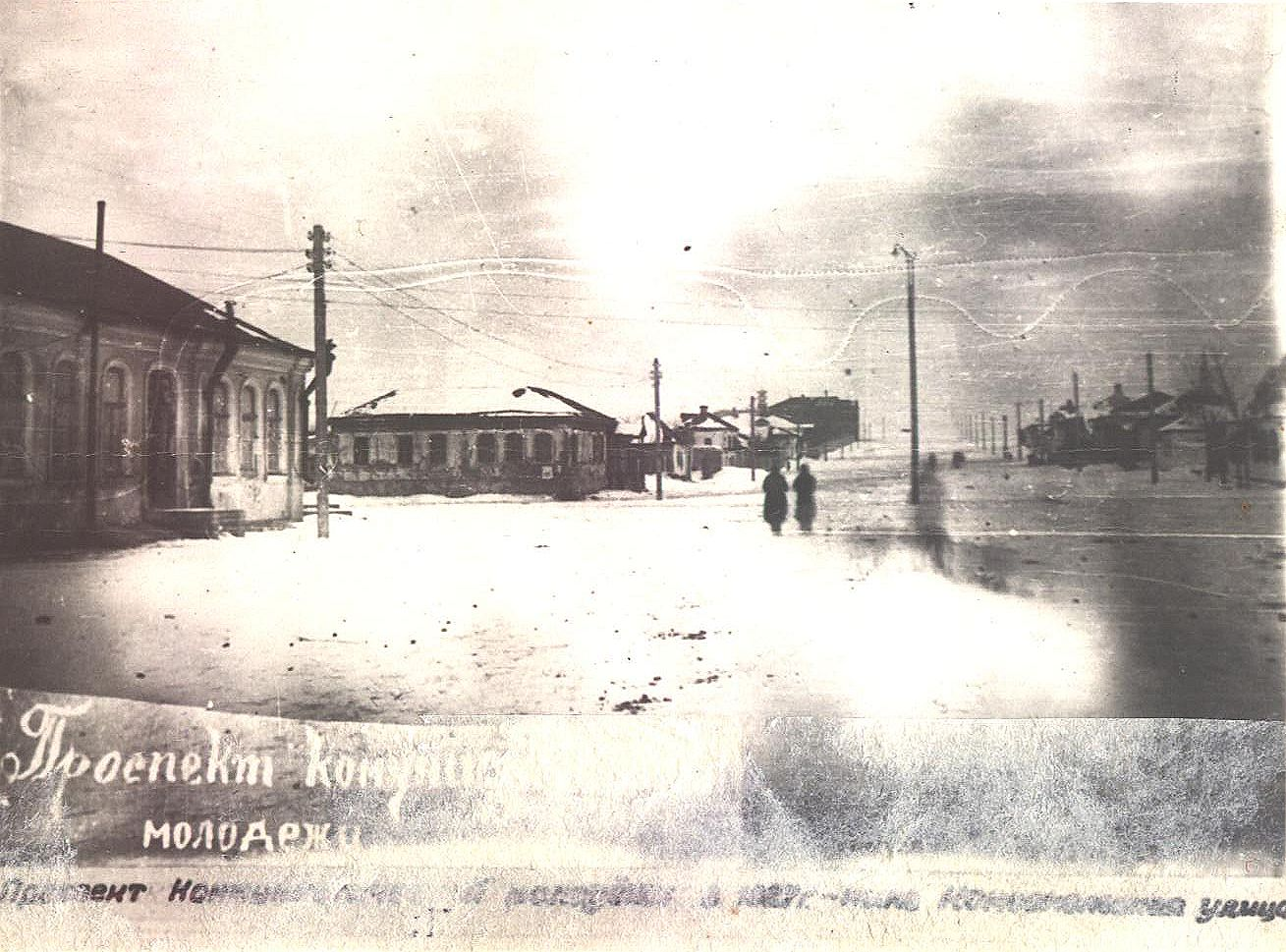
Проспект Коммунистической молодёжи (затем: Комсомольская). 1927 год

В 1921 году первая мечеть Актюбинска (ныне: Центральная мечеть города Актобе) была закрыта, а имамы мечети подверглись репрессиям. В 1934 году мечеть была переделана сначала в типографию, затем в склад драмтеатра. В годы Великой Отечественной войны прилегающие здания мечети были разобраны на стройку заводов рентгеноаппаратуры и сельскохозяйственных машин.
В сентябре 1923 года был организован Актобинский областной государственный архив, первые документы которого датируются 1917 годом. В 1929 году создан Актюбинский областной историко-краеведческий музей. В 1934 году создан Актюбинский областной русский драматический театр, а в 1935 году на базе драматического кружка железнодорожников создан актюбинский областной казахский драматический театр.
Первый автобус в Актюбинске был пущен в 1927 году (см. Актюбинский автобус), а в 1982 году был запущен актюбинский троллейбус.
10 марта 1932 года Актюбинск стал центром новообразованной Актюбинской области Казахской ССР.
В 1923—1924 миграция населения из Казахстана почти прекратилась, а в 1925—1926 годах наметилось увеличение притока мигрантов в республику. Около 40 % переселенцев из различных регионов России, Украины, Белоруссии и Средней Азии разместилось на территории Актюбинской губернии. Население городов в основном состояло из русских (52,8 %) и украинцев (5,9 %), а казахи составляли всего 14,4 % городских жителей. В Актюбинском уезде доля казахов среди городского населения была ещё ниже — 13,7 %. Доля казахов среди сельских жителей Актюбинского уезда составляла 72,1 %. По данным всесоюзной переписи населения в 1939 году, доля казахов среди городских жителей Актюбинской области составила 14 %, а доля среди сельчан равнялась 86 % от общего числа.

### В период Великой Отечественной
В годы Великой Отечественной войны в Актюбинске были сформированы 312-я стрелковая дивизия, 101-я национальная стрелковая бригада, 129-й миномётный полк и др. военные части и подразделения. Из 11 тыс. солдат 312-й стрелковой дивизии на полях боёв погибло 9,5 тысяч. Командир дивизии Александр Наумов стал первым обладателем звания «Почётный гражданин Актюбинска».
В город было эвакуировано множество предприятий из оккупированных городов Советского Союза. В августе 1941 года в Актобе прибыло оборудование завода ферросплавов из Запорожья. Из Москвы были перевезены оборудования предприятия «Электросчётчик», Московского рентгензавода, шерстепрядильной фабрики № 14 и др.
Строительство Актюбинской ТЭЦ и завода ферросплавов в 1941—1942 гг.

### В послевоенное время
В 1940—1960-е годы здесь были построены крупные промышленные предприятия: заводы ферросплавов и хромовых соединений, рентгеноаппаратуры и сельскохозяйственного машиностроения; мясной и молочный комбинаты, трикотажная, мебельная и швейная фабрики и др.
Завод рентгеноаппаратуры (сейчас АО «Актюбрентген») был построен на базе эвакуированного из Москвы в 1941 году рентгеновского завода. Строительство Актюбинского завода хромовых соединений (АЗХС) началось в 1949 году, первая очередь введена в строй в 1957, вторая — в 1963 году. Строительство Актюбинского завода ферросплавов (АЗФ) началось в 1940 году, а в 1943 году была произведена первая плавка феррохрома.
В 1958 году открылся Актюбинский педагогический институт.
С 60-х годов XX века Актюбинск стал активно застраиваться жилыми массивами и микрорайонами. В 1977 году город стал центром Западно-Казахстанской железной дороги.
В 1967 году был открыт первый и долгое время единственный планетарий Казахстана — Актюбинский областной планетарий.
В 1974 году открылось Актюбинское высшее летное училище гражданской авиации (сейчас Военный институт Сил воздушной обороны имени Т. Я. Бегельдинова).

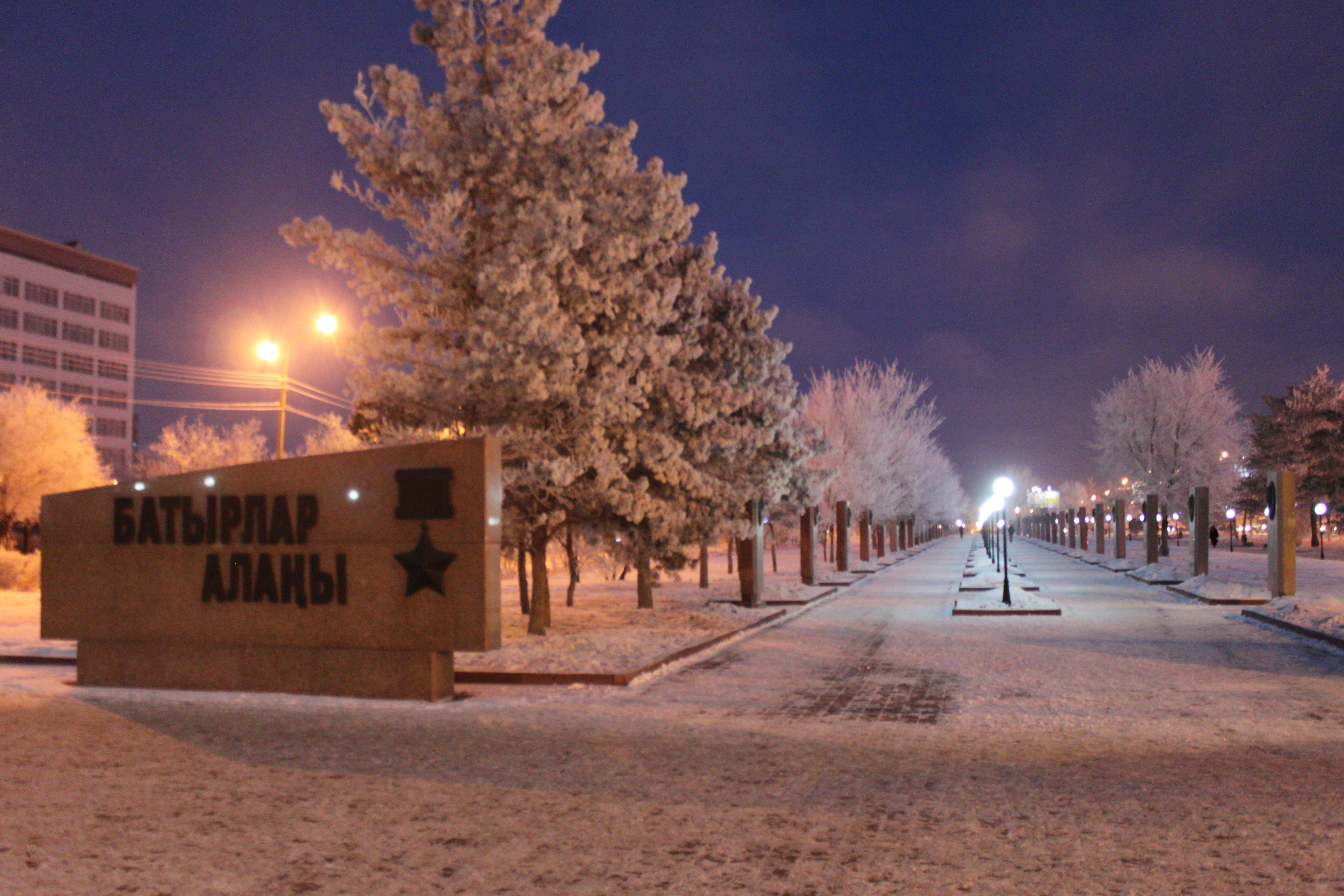
Площадь героев (каз. Батырлар алаңы)
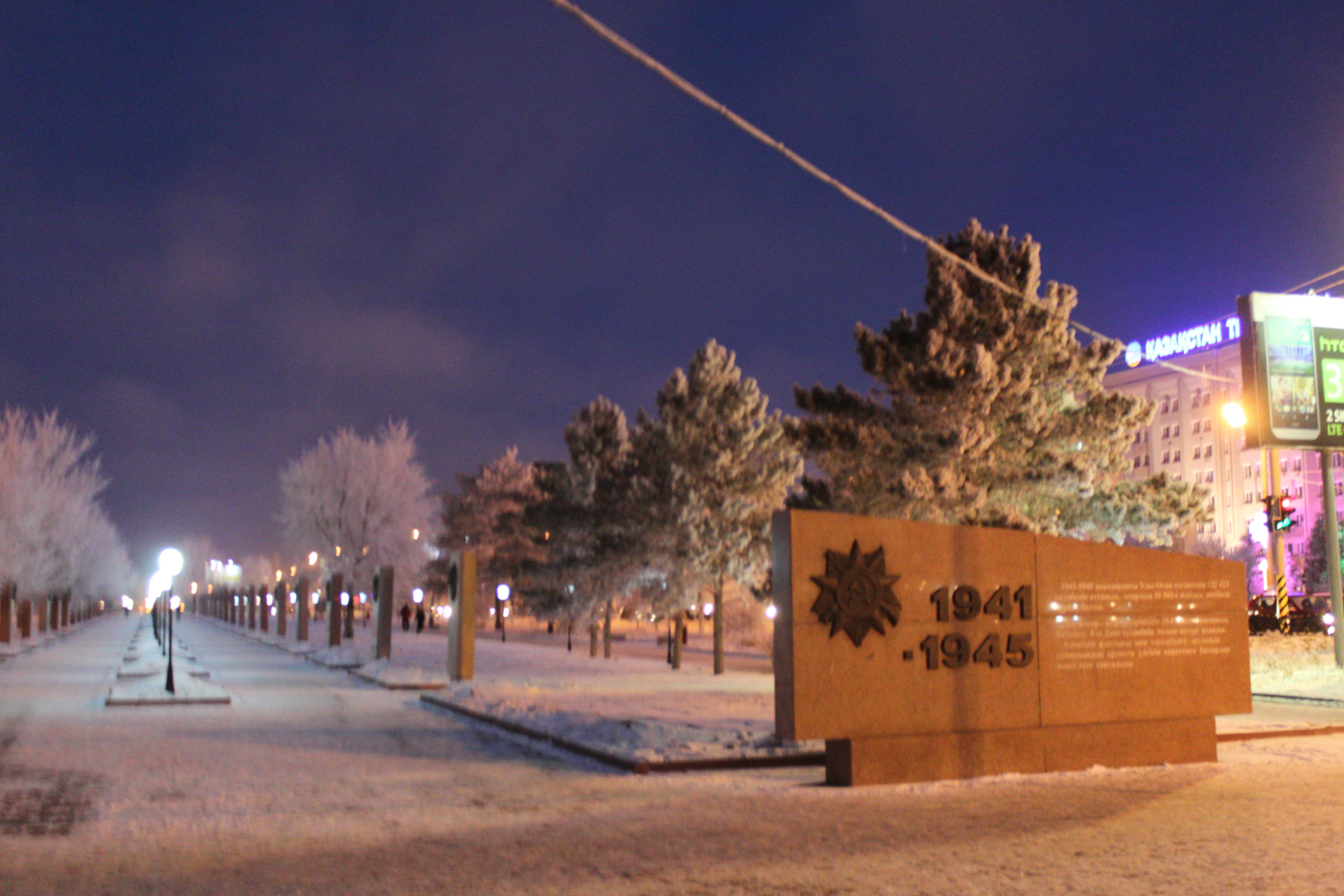
Площадь героев

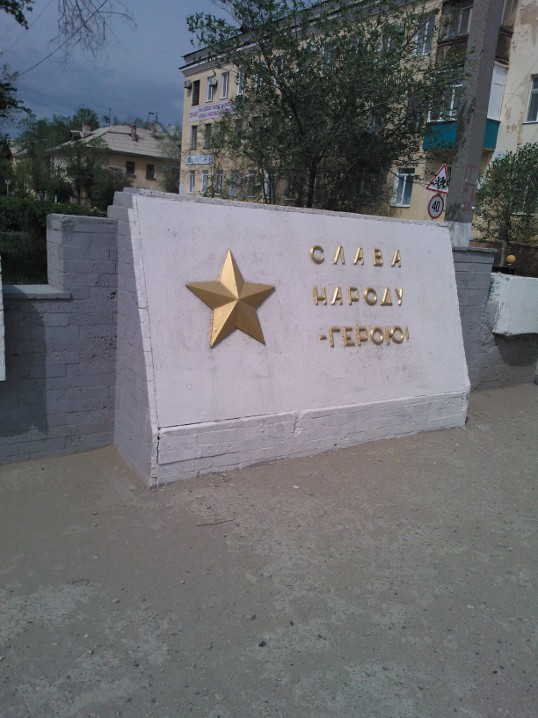
Монумент «Слава народу-герою!»
Монумент «Слава народу-герою!»

### Список председателей исполкома Актюбинска
| Ф. И. О.                                    | годы председательства  | происхождение    | членство в партии |
| ------------------------------------------- | ---------------------- | ---------------- | ----------------- |
| Зинченко, Василий Филиппович                | 08.01.18 — 19.01.18    | Из рабочих       | с 1905            |
| Скулкин, Андрей Яковлевич                   | 19.01.18 — 03.02.19 г  | Из рабочих       | с 1918            |
| Степанов, Иван Дмитриевич                   | 07.02.19 — 04.1919 г   | Приказчик        | с 1918            |
| Бондаренко, Николай Иванович                | 01.02.19 — 10.05.20 г  | Из крестьян      | с 1918            |
| Колесников, Степан Михайлович               | 10.05.20 — 10.07.20 г  | Из крестьян      | с 1918            |
| Шаповалов, Василий Михайлович               | 10.07.20 — 03.21 г     | Фельдшер         | Беспартийный      |
| Турмухамедов, Есенгали                      | 03.1921 — 01.07.21 г   | Из крестьян      | с 1924            |
| Ряхов, Михаил Терентьевич                   | 17.07.21 — 16.10.22 г  | Из крестьян      | с 1918            |
| Мукашев, Тлеужан Мукашевич                  | 24.09.22 — 01.12.23 г  | Из крестьян      | с 1918            |
| Хангиреев, Дарибай Хангиреевич              | 01.12.23 — 24.03.24 г  | Из крестьян      | с 1920            |
| Лекеров, Азимбай Лекерович                  | 24.03. 25 — 06.02.26 г | Из крестьян      | с 1920            |
| Сергеев, Сергей Дмитриевич                  | 19.02.26 — 13.04.26 г  | Из крестьян      | с 1918            |
| Султанбеков, Жагафар (Жагфар) Султанбекович | 13.04.26 — 20.09.26 г  | Из служащих      | с 1924            |
| Тайво, Александр Иванович                   | 30.09.26 — 02.11.26 г  | Из рабочих       | с 1912            |
| Кошкунов, Идрис Кошкунович                  | 02.11.26 — 06.06.28 г  | Из крестьян      | с 1922            |
| Джандосов, Уразгалий (Уразалы)              | 06.06.28 — 04.04.29 г  | Из крестьян      | с 1926            |
| Песков, Михаил Михайлович                   | 04.1929 — 12.1929 г    | Из крестьян      | с 1919            |
| Абдрахманов, Бисенгалий Абдрахманович       | 07.01.30 — 10.03.30 г  | Из служащих      | с 1920            |
| Тулин, Прокофий Никитович                   | 10.03.30 — 20.03. 31 г | Из крестьян      | с 1922            |
| Береговенко, Яков Фомич                     | 20.03.31— 07.1932 г    | Из рабочих       | с 1918            |
| Беличковский, Митрофан Иванович             | 07.1932 — 03.10.1933 г | Из служащих      | с 1926            |
| Белов, Сергей Ильич                         | 03.10.33 — 03.1934 г   | Из крестьян      | с 1929            |
| Царёв, Павел Иванович                       | 03.1934 — 01.05.34 г   | Из рабочих       | с 1920            |
| Егоров, Алексей Андреевич                   | 01.05.34 — 01.04.35 г  | Из рабочих       | с 1919            |
| Мухаметкулов, Ахсан Баисович                | 01.04.35 — 07.1935 г   | Из служащих      | с 1920            |
| Нечитайло, Григорий Васильевич              | 08.1935 — 27.12.39 г   | Из батраков      | с 1929            |
| Урпеков, Дуйсенгали Урпекович               | 27.12.39 — 04.1942 г   | Из рабочих       | с 1927            |
| Дженжелей, Пётр Акимович                    | 08.05.42 — 05.1945 г   | Из крестьян      | с 1932            |
| Алисов, Долдаш                              | 19.06.43 — 08.1943 г   | Из батраков      | с 1931            |
| Кузнецов, Геннадий Фёдорович                | 08.1943 — 03.1945 г    | Из рабочих       | с 1918            |
| Кузнецов, Василий Иванович                  | 15.03.45 — 17.04.46 г  | Из крестьян      | с 1940            |
| Буров, Василий Васильевич                   | 06.08.46 г             | Из крестьян      | с 1926            |
| Емельянов, Василий Фёдорович                | 09.12.47 — 12.1955 г   | Из рабочих       | с 1939            |
| Дронкин, Андрей Тихонович                   | 12.1955 — 07.1962 г    | Из рабочих       | с 1929            |
| Захаров, Виктор Кузьмич                     | 24.07.62 — 27.12.63 г  | Из служащих      | с 1952            |
| Локтев, Николай Иванович                    | 27.01.64 — 13.08.65 г  | Из крестьян      | с 1944            |
| Поскребетьев, Александр Георгиевич          | 17.09.65 — 02.03.73 г  | Из рабочих       | с 1956            |
| Финютин, Владимир Иванович                  | 12.03.73 — 11.03.80 г  | Из крестьян      | с 1952            |
| Лунин, Александр Николаевич                 | 01.1980 — 09.1981 г    | Из рабочих       | с 1969            |
| Холодзинский, Генриг Иванович               | 02.1982 — 24.11. 88 г  | Из рабочих       | с 1971            |
| Лапшин, Сергей Николаевич                   | 24.11.88 — 11.02.92 г  | Из интеллигенции | с 1976            |
| Жаманкулов, Сержан Боранкулович             | 11.02.92 — 30.06.93 г  | Из рабочих       | —                 |
| Абенов, Абдулла Андамасович                 | 01.07.93 — 11.11.96г   | Из рабочих       | —                 |

## После обретения независимости
Современная архитектура Актобе

### 1990-е годы
Начиная с 1993 года во всём Западно-Казахстанском регионе, в том числе в Актобе и Актюбинской области, наблюдалась убыль населения. Численность населения в Актюбинской области снизилась на 8,5 %, уступая по этому параметру только Мангистауской области (8,8 %). Пик эмиграции пришёлся на 1994 год, когда население в течение года сократилось на 47 583 человека, 32,4 % из которых пришлись на Актюбинскую область. Основную массу эмигрантов составили представители депортированных в регион народов и специалистов, прибывших в 1970—1980-е годы. 81,7 % всех немцев Западного Казахстана проживали в Актобе и области, и в 1993—1999 годах 13 021 из них покинули Казахстан. К демографическим показателям уровня 1991 года город смог вернуться лишь в 2007 году.
В 1990 году на месте старой мечети была построена Центральная мечеть города Актобе. В 1998—1999 годах Ерболом и Борисом Байжаркиновыми были построены торговый центр «Нурдаулет» и одноимённая мечеть, торжественное открытие которой к 130-летию города посетил президент Казахстана Нурсултан Назарбаев.
11 марта 1999 года указом президента Республики Казахстан Нурсултана Назарбаева транскрипция названия города Актюбинск была изменена на «Актобе».

### 2000-е годы

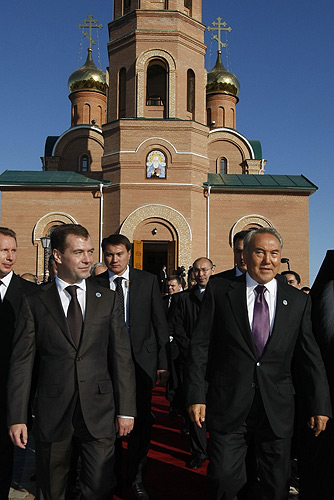
Дмитрий Медведев и Нурсултан Назарбаев возле Свято-Никольского кафедрального собора

В 2000-х годах в городе наблюдался строительный «бум»: по увеличению темпов строительства Актобе и Актюбинская область (279,5 %) перегнали даже Астану (212 %). В 2005 году планировалось ввести в эксплуатацию 137,1 тыс. м² жилищной площади, но по итогам года было введено 289 773 м² жилья. Индивидуальное строительство превысило планируемые показатели в пять раз. В общем счёте в 2005 году было построено в 2,8 раза больше жилья, чем в 2004 году.
В 2005 году был представлен проект комплекса 25-этажных высоток «Актобе Ажары», строительство которого затянулось на многие годы и было завершено в 2014 году. В 2006—2008 годах была построена самая большая мечеть города — Нур Гасыр, которая рассчитана на 3500 молящихся.
Из-за финансового кризиса 2007—2008 годов и последовавшего за ним Мирового экономического кризиса в Актобе значительно снизились цены на недвижимость и аренду помещений. Земельные участки в городе обесценились на 30 %. Снизились заработные платы жителей города, некоторые предприятия урезали расходы на медицинское страхование, упал спрос на бытовую технику и электронику. Пассажиропоток в Актюбинском аэропорте снизился на 13 %, а из-за девальвации национальной валюты начался спад реализации автомобилей в автосалонах города.
22 сентября 2008 года в Актобе проводился V Форум межрегионального сотрудничества Казахстана и России. Город впервые посетили президенты сразу двух стран — ими стали Дмитрий Медведев и Нурсултан Назарбаев. В рамках форума была проведена выставка «Высокие технологии в регионы: приграничное сотрудничество» с экспозициями на тему «Нанотехнологии России» и «Инновационные технологии Казахстана». Был проведён бизнес-форум «Инвестиционные возможности приграничных регионов Казахстана и России».

### 2010-е годы
2010-е годы ознаменовались ростом религиозного экстремизма в Западном Казахстане. 17 мая 2011 года в Актобе 25-летним террористом-смертником Рахимжаном Махатовым был совершён подрыв возле Департамента КНБ, который стал первым такого рода происшествием в современном Казахстане. Этот инцидент и перестрелку 26 июня 2011 года общественность сразу же связала с ликвидацией банды в посёлке Шубарши, начавшуюся 1 июля и в ходе которой погибло 4 служителя правопорядка. Вскоре на окраине города в результате взрыва в одном из недостроенных домов погибли три человека, один из которых оказался оперуполномоченным управления ДВД Актюбинской области по борьбе с экстремизмом.
В ноябре 2011 года в Актобе прошла VII Азиатско-Тихоокеанская астрономическая олимпиада. В декабре был открыт Актюбинский областной музей «Руханият» для «осуществления научно-просветительской, научно-исследовательской и образовательной деятельности».
В июле 2012 года состоялся республиканский праздник «Сабантуй», с участием премьер-министра Татарстана Ильдара Халикова.
Летом 2014 года было достроено новое здание Центральной мечети Актобе, открытие которой посетил Верховный муфтий Абсаттар Дербисали и аким города Ерхан Умаров. Вместительность мечети увеличилась с 200 до 1250 человек.
По новому проекту завершается расширение 11-го и 12-го микрорайонов, строится новая набережная и ряд жилых комплексов. На ближайшие годы запланировано строительство транспортных развязок и нескольких подземных и надземных пешеходных переходов.
Дальнейшее строительство города также ведётся в сторону Юго-Запада, вдоль проспекта Алии Молдагуловой (кобдинское направление: мкр. Батыс-2), а также Северо-Востока (орско-хромтауское направление: район под названием «Нур Актобе» («Актобе-Сити»), рассчитанный на проживание 200—300 тыс. человек — то есть приблизительно половина нынешнего Актобе).

### Список акимов города Актобе
| Ф. И. О.                          | годы работы               | предыдущая должность                                                                                                  |
| --------------------------------- | ------------------------- | --- |
| Сагиндыков, Елеусин Наурызбаевич  | 15.11.1996 — 21.10.2002   | зам. акима Актюбинской обл.                                                                                           |
| Елеусизов, Каиркожа Жумагалиевич  | 04.11.2002 — 14.07.2004   | зам. акима Актюбинской обл.                                                                                           |
| Мукашев, Серикжан Шайзадаевич     | 14.07.2004 — 29.03.2005   | инспектор гос. инспекции управления организационно-контрольной работы и кадровой политики администрации президента РК |
| Садыков, Абай Маслахатович        | 29.03.2005 — 01.02.2006   | зам. акима Актюбинской обл.                                                                                           |
| Нокин, Серик Кенесович            | 01.02.2006—2008           | зам. акима Атырауской обл.                                                                                            |
| Мухамбетов, Архимед Бегежанович   | октябрь 2008 — 22.07.2011 | зам. акима города Актобе                                                                                              |
| Абдибеков, Нурмухамбет Канапиевич | 26.07.2011 — 17.02.2012   | вице-министр индустрии и новых технологий РК                                                                          |
| Умаров, Ерхан Булатжанович        | 17.02.2012 — 27.10.2015   | зам. акима Актюбинской обл.                                                                                           |
| Сагын, Бекбол Убайдоллаевич       | 27.10.2015 — 07.2016      | аким Алматинского района города Астаны                                                                                |
| Испанов, Ильяс Сапарбекович       | С 04.07.2016              | руководитель аппарата Верховного Суда РК                                                                              |